# Modelos de qualidade da água

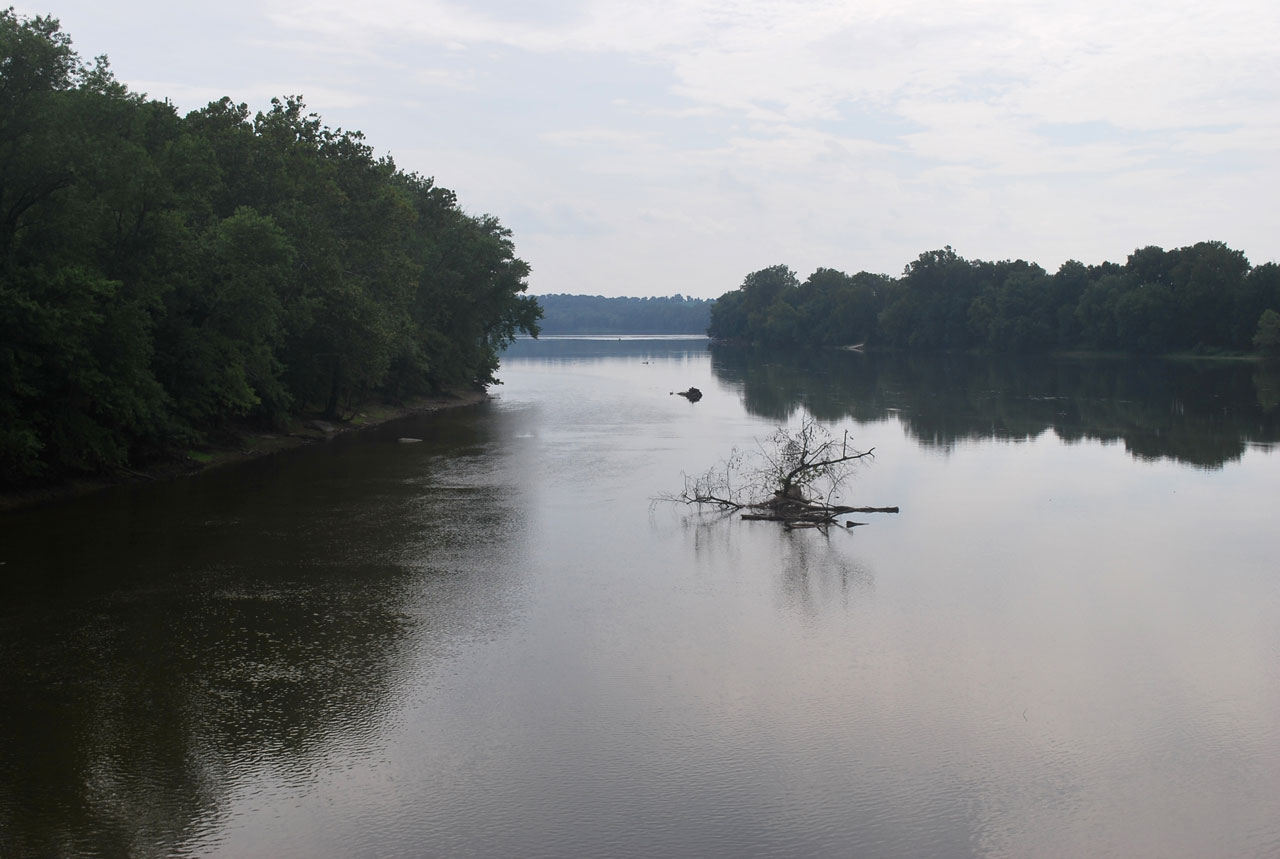
Um rio

São modelos físico-químico-biológicos utilizados para a estimativa e previsão da qualidade da água. São construídos através da implementação computacional de várias formulações de processos que afetam a concentração de poluentes em corpos de água (rios, lagos, reservatórios, etc.), associando a modelação hidrológica à modelação dos processos químicos e microbiológicos.

## SIMCAT[1]
É um modelo desenvolvido pela agência inglesa do meio-ambiente, utiliza método de Monte Carlo para simular descarga de efluentes, produz resultados em forma estatística para comparação com padrões  de qualidade da água. É um modelo unidimensional, em regime permanente que simula descargas pontuais e difusas no leito do rio.

## PC-QUASAR[2]
Este modelo apresenta dois modos de execução: o modo de planejamento e o modo de previsão dinâmica. Em previsão dinâmica, perfis de parâmetros hidráulicos e de qualidade da água ao longo do leito do rio são calculados para visualização e análise. Séries temporais para qualquer segmento do rio podem ser obtidos neste modo. O modelo pode ser usado também em modo de planejamento. Neste modo são obtidas freqüências cumulativas e curvas de distribuição para análise posterior em planilha eletrônica.

## MIKE 11[3]
Este modelo é referência em simulação do nível da água, escoamento, qualidade da água e transporte de sedimento em rios, canais de irrigação, reservatórios e outros corpos d'água. Pode ser utilizado em aplicações simples de seleção de opções de projeto, como também em estudos de grande porte para previsão de modos de operação de estruturas hidráulicas complexas.
O módulo hidrodinâmico do MIKE 11 fornece uma biblioteca de métodos computacionais de escoamentos permanentes e transientes para redes de canais em “loop” e ramificados.  O modelo pode ser utilizado para condições de escoamento verticalmente homogêneo para rios com inclinação acentuada. Escoamento sub-crítico e super-crítico podem ser representados por um esquema numérico adaptativo.
As equações não-lineares completas para escoamento em canal aberto (Saint-Venant) são resolvidas numericamente entre todos os pontos da grade especificados e adaptativamente no  tempo, desde que as condições de contorno sejam fornecidas.

## SisBAHIA[4]
O modelo de qualidade da água do SisBAHIA apresenta um conjunto de modelos de transporte Euleriano para simulação acoplada de até 11 (onze) parâmetros  de qualidade da água. É essencialmente um modelo bidimensional.
Para a equação de advecção-difusão, o SisBAHIA apresenta a opção de transporte Euleriano ou Lagrangeano. O modelo Euleriano pode ser utilizado com reações cinéticas de escalares dissolvidos ou partículas em suspensão na massa d'água. Pode simular processos de decaimento ou produção por reações cinéticas internas e processos de decaimento por sedimentação.
Já a implementação de transporte Lagrangeano é particularmente útil para problemas com emissões de plumas ou pontos de lançamento de efluentes ao longo da costa, derrames de óleo,  mistura de massas de água, tempos de troca e renovação de massas de água entre diferentes setores de um corpo de água, transporte de detritos flutuantes e determinação de tempos de residência em corpos de água naturais. Pode-se também simular processos de perda de massa por sedimentação.

## QUAL2K[5]
O QUAL2K é uma versão moderna do popular QUAL2E, um modelo de qualidade da água para rios e riachos. Q2K é semelhante ao Q2E no seguinte:
- Hidráulica em regime permanente. Simula escoamento permanente e não-uniforme;
- O balanço de energia e a temperatura são simulados como função das condições meteorológicas do ciclo diurno;
- Reações cinéticas e todos os parâmetros de qualidade da água são simuladas também seguindo o ciclo diurno;
- Pode simular cargas e descargas de energia e massa de modo pontual e não-pontual.

A implementação do Q2K apresenta as seguintes novidades:
- A segmentação do rio pode conter elementos de comprimento distintos. Além disso, cada segmento pode incluir cargas e descargas múltiplas;
- Q2K acomoda anoxia reduzindo reações de oxidação a zero quando o nível de oxigênio é baixo. Ainda, denitrificação é modelada como uma reação de primeira ordem que pode intensificar com concentrações baixas de oxigênio;
- Fluxos de oxigênio dissolvido e de nutrientes na interface água-sedimento são simulados internamente ao invés de prescritos. Isto é, fluxos de oxigênio dissolvido e nutrientes são simulados como função do decaimento de matéria orgânica particulada, reações nos sedimentos, e concentrações de formas solúveis na água;
- Algas de fundo são simuladas explicitamente;
- Alcalinidade e carbono inorgânico total são simulados. O PH do rio é então simulado com base nestas duas quantidades;
- Extinção de luz é calculada como função das algas, detritos e sólidos inorgânicos;
- Um patogênico geral é simulado. A remoção de patogênios é determinada como função da temperatura, luz e decaimento.

## WASP[6]
Este é um programa de modelagem dinâmica de compartimentos para sistemas aquáticos, incluindo a coluna d'água e a superfície de fundo da coluna. Este sistema pode ser usado em modos uni-, bi-, e tri-dimensional para uma variedade de poluentes. Os processos de advecção, dispersão, fluxos de massa pontual e difusa, além de fluxos  na fronteira de fundo são representados no modelo. O WASP também pode ser implementado com modelos de transporte hidrodinâmico e de sedimentos, os quais fornecem perfis de velocidade, temperatura, salinidade e fluxos de sedimentos.

## CE-QUAL-W2[7]
Modelo bidimensional de simulação hidrodinâmica e de qualidade da água capaz de simular condições com variação longitudinal e ao longo da profundidade para reservatórios, rios e tributários, lagos e estuários. Similar ao CE-QUAL-RIV1 no restante.

## HSPF[8]
O HSPF é um pacote para simulação hidrológica e de qualidade da água que inclui poluentes orgânicos convencionais e tóxicos. Incorpora modelos em escala de bacias hidrográficas para transporte em rios  unidimensionais. É o único modelo que integra a hidrologia em escala de bacias com a qualidade da água, e que permite simulação da descarga de contaminantes sobre o solo com a hidráulica e interações sedimento-química do rio. A saída deste programa fornece um histórico da qualidade e quantidade de água em qualquer ponto da bacia. O HSPF pode simular três tipos de sedimentos (areia, silte e lama) além de produtos e transformações de substâncias químicas orgânicas simples.